# 古橋崇
古橋 崇（ふるはし たかし、1972年1月9日 - ）は、キーボーディスト、音楽プロデューサー、劇伴・映画音楽作曲家、編曲家、レコーディング&ミキシング・エンジニアである。名古屋市内にあるKEY STUDIOにてレコーディング業務に携わっている。

## 略歴
名古屋に拠点を置き、作曲家、編曲家としてテレビ愛知などの番組音楽、アイドルグループやバンドへの楽曲提供など行っている。アマチュア時代に自宅のスタジオにてヤマハDM2000を配置し、ミキシングを行える環境を構築している。日本には10台前後しかないと言われるWaldorf THE WAVEを始め、その機材の多さはアマチュア時代から目を見張るところがある。短編映画のサウンドトラック・主題歌を担当。名古屋のタレント、オカマのKENちゃん率いるPinkフラミンゴの音楽プロデューサー。エフエム愛知タレント黒岩唯一のレコーディング&バックバンド、アイドルグループへの楽曲提供・男装ユニットSPADESへ楽曲提供&レコーディングも担っている。

## 参加作品

### 音源
- MISO-KATU『この指とまれ』
- 黒岩唯一 『RUN&RUN』
- PinkフラミンゴE『Pink魂』
- Qlover 『Which way』
- AOI 『約束のあい言葉』
- 愛知万博ソング『輝け未来〜この大地に僕らは唄う』
- 応援少女『愛がたりない』『Candy』など
- NanoC『キミという名の恋の謎』『SAKURA』など
- #17にしかできないこと『プラボー!卒業』
- 鎌田琥珀『泣くだけ笑った』

### CMなど
- エルビーグルコサミン
- 万松寺
- 名古屋競馬
- 陶神オリバー
- くらしのリーザ
- 毛利質店
- 矢場味仙

### 映画とTV番組
- 孔-KUJAJU-雀 女ハスラー捜査官
- うたかた (2008年 有限会社力)
- うたかた2
- 岸部町奇談～探訪編～（2012年、林一嘉監督）
- 怪特探KAITOKUTAN 岸部町奇談（2013年、林一嘉監督）
- ENOLA（2015年、林一嘉監督）
- この世で一番強いヤツ（2016年、林一嘉監督）[1]
- 猫になりたい
- キドラアローン（2022年、林一嘉監督）[2]
- 名古屋市緑区制「M-60」
- 甘党男子のおひとついかが? (テレビ愛知)
- イヤ談 (テレビ愛知)
- ヤバチョウモノガタリ season1 (テレビ愛知)
- ヤバチョウモノガタリ season2 (テレビ愛知)
- 実験ヒーローカガーク (テレビ愛知)